# Strobilanthes szechuanica
Strobilanthes szechuanica är en akantusväxtart som först beskrevs av Alexander Feodorowicz Batalin, och fick sitt nu gällande namn av John Richard Ironside Wood och Y.F.Deng. Strobilanthes szechuanica ingår i släktet Strobilanthes och familjen akantusväxter. Inga underarter finns listade i Catalogue of Life.